# Erik van den Doel
Erik van den Doel (ur. 15 maja 1979 w Lejdzie) – holenderski szachista, arcymistrz od 1998 roku.

## Kariera szachowa
Od końca lat 90. należy do ścisłej czołówki holenderskich szachistów. Pomiędzy 1998 a 2006 rokiem czterokrotnie reprezentował narodowe barwy na szachowych olimpiadach oraz trzykrotnie w drużynowych mistrzostwach Europy, w rozgrywkach tych zdobywając 3 medale: 2 złote (wraz z drużyną w latach 2001 i 2005) oraz brązowy indywidualnie w roku 2001, za wynik na IV szachownicy.
Na arenie międzynarodowej obecny jest od roku 1992, w którym reprezentował Holandię na mistrzostwach świata juniorów do lat 14 w Duisburgu. W 1995 roku zwyciężył (wraz z Nebojsą Nikoliciem) w otwartym turnieju w Alphen aan den Rijn. W 1998 triumfował w kołowym turnieju w Londynie oraz w openach w Haarlem i Dieren. W następnym roku zajął I miejsce w turnieju Neckar Open w Deizisau oraz II miejsce w Dieren (za Loekiem van Wely). W 2000 podzielił I lokatę (wraz z Mladenem Palacem, Ildarem Ibragimowem i Leinierem Dominguezem) w Lizbonie, natomiast w 2001 zdobył pierwszy medal mistrzostw Holandii, przegrywając w Leeuwarden baraż z Loekiem van Wely o tytuł mistrza kraju. W kolejnych latach triumfował w Bussum (2005), Bad Zwesten (2006, wraz z Christianem Baurem), Dieren (2007, wspólnie z Deepem Senguptą i Erwinem l'Ami) oraz w Leiden (2007 i 2008, wspólnie z Roelandem Pruijssersem).
Najwyższy ranking w swojej dotychczasowej karierze osiągnął 1 lipca 2003 r., z wynikiem 2616 punktów.